# Желтов, Аким Венедиктович
Аким Венедиктович Желтов (1906—1980) — младший сержант Рабоче-крестьянской Красной Армии, участник Великой Отечественной войны, Герой Советского Союза (1943).

## Биография
Аким Желтов родился 1 (14) сентября 1906 года в селе Ушинка (ныне — Руднянский район Волгоградской области). Получил начальное образование, после чего работал на Ашхабадской железной дороге. В октябре 1941 года Желтов был призван на службу в Рабоче-крестьянскую Красную Армию. С марта 1943 года — на фронтах Великой Отечественной войны. К сентябрю 1943 года красноармеец Аким Желтов был сапёром 387-го отдельного сапёрного батальона 213-й стрелковой дивизии 7-й гвардейской армии Степного фронта. Отличился во время битвы за Днепр.
26-29 сентября 1943 года под вражеским огнём Желтов переправлял боевую технику и боеприпасы на западный берег Днепра. Действия Желтова позволили обеспечить всем необходимым подразделения, которые вели бои на плацдарме на западном берегу Днепра в районе села Днепровокаменка Верхнеднепровского района Днепропетровской области Украинской ССР).
Указом Президиума Верховного Совета СССР от 26 октября 1943 года за «образцовое выполнение боевых заданий командования на фронте борьбы с немецкими захватчиками и проявленные при этом мужество и героизм» красноармеец Аким Желтов был удостоен высокого звания Героя Советского Союза с вручением ордена Ленина и медали «Золотая Звезда» за номером 1481.
После окончания войны в звании младшего сержанта Желтов был демобилизован. Проживал и работал в Волгограде, умер 1 января 1980 года.
Был также награждён орденом Красной Звезды и рядом медалей.